# The Vines
The Vines — австралійський рок-гурт. Створений на початку 90-х в Сіднеї.

## Історія
Уперше оригінальний склад гурту The Vines зустрівся в середині 1990-х років в передмісті Сіднею, де вони працювали в місцевому Макдоналдсі. Це були Крейг Ніколс (Craig Nicholls), Патрік Метьюс (Patrick Matthews) та Девід Олліфф (David Oliffe), які вирішили створити власний гурт. Гурт виступав на вечірках, граючи кавер-версії пісень «Нірвани», поки у них не виробився власний музичний стиль. Тріо отримало назву The Vines (батько Ніколса грав в сіднейському ансамблі Vynes — музикантам, мабуть, сподобалась ця назва).
Дебютний сингл «Factory» отримав невеликий успіх в Австралії, тому The Vines вирішили пошукати щастя у Великій Британії разом з фірмою «Heavenly Records». «Heavenly Records» фінансувала випуск наступного синглу гурту — «Highly Evolved», який продюсував Роб Шнапф (Rob Schnapf), раніше працював з «Foo Fighters», «Beck» та Еліотом Смітом. Цей сингл так сильно розхвалювали критики, що журнал «NME» зробив його синглом тижня в березні 2002 року. Сингл досяг 32 позиції в британських чартах та увійшов в 100 найкращих синглів на батьківщині гурту — в Австралії. Дебютний альбом гурту — «Higlhy Evolved», отримав ще більше схвальних відгуків з сторони критиків, а фотографію гурту помістив на свою обкладинку вже знаменитий «Rolling Stone», та знову ж — «NME». Альбом дебютував з третім місцем в англійському хіт-параді, п'ятим — в Австралії та одинадцятим — в чарті американського «Billboard Hot 100». Гурт грав в шоу Девіда Летермана на каналі MTV. З альбому вийшло ще декілька синглів, зокрема «Get Free» та «Outtathaway», які також займали досить високі місця в британських чартах. Зрештою альбом «Highly Evolved» досягнув півторамільйонних продажів по всьому світі — феноменальний успіх для дебютного альбому зовсім недавно ще нікому не відомого гурту з далекої Австралії. Проте неочікуваний успіх приніс гурту ще й неприємності. Олліфф вийшов з гурту, пояснивши це психічною втомою та тиском з сторони лейблу. Тим не менше, в гурт прийшов новий ударник — Хаміш Россер (Hamish Rosser), а також у гурт додали ще одного гітариста — Раяна Гріффітса (Ryan Griffiths).
В травні 2003 року гурт знову розпочав роботу, цього разу в нью-йоркській студії Вудсток (Woodstock). Продюсером нової пластинки також став Роб Шнапф. Крейг Ніколс в своєму інтерв'ю австралійському «Rolling Stone» в травні 2004 року говорив про те, що гурт випустить продуманий, високопрофесійний альбом. Однак пластинка «Winning Days», що вийшла 29 березня 2004 року (дебютувала в хіт-парадах на 7 місці в Австралії, 23 — в Америці та 29 — в Британії), не отримавши такого ж успіху, як попередня — «Highly Evolved».
Альбом отримав досить суперечливі оцінки критиків, але серед фанатів вважається одним з найкращих альбомів. З цього альбому вийшло всього 2 сингли — «Ride» та «Winning Days». Після закінчення гастролей в підтримку альбому у гурту настали важкі часи. Найбільшою проблемою був Крейг Ніколс, який став жахливо себе вести на публіці, та йому навіть заборонили давати кому-небудь інтерв'ю. В травні 2004 року на концерті в сіднейському Annaneble Hotel Ніколс назвав публіку стадом овець — в результаті басист Патрік Меттьюс покинув сцену (та гурт). На цьому ж концерті Ніколс напав на фотографа. Справи гурту ставали все гірше та гірше, та менеджмент гурту вирішив, що слід припинити гастролі на підтримку альбому «Winning Days», та розпочати запис нового альбому.
Але робота над новим альбомом почалась лише в середині 2005 року, тому що 19 листопада 2004 року Ніколсу був поставлений діагноз — синдром Аспергера, з яким і було пов'язана його неадекватна поведінка. Крейг зміг пересилити себе та зав'язав з марихуаною, яка могла посилити його хворобу, та поступово його стан прийшов в норму. Після цього, як він знову почав працювати в студії, гурт нарешті почала працювати над давно задуманим проєктом — «Vision Valley». Запис альбому проходила з новим продюсером — ним став Уейн Коннолі (Wayne Connolly). Тимчасово гурту допоміг Енді Кент (Andy Kent), який замінив на бас-гітарі Меттьюса. В листопаді гурт закінчив запис всіх пісень до нового альбому. Над мікшированням та мастерінгом пісень робота почалась в січні 2006 року. 7 березня вийшов перший сингл з нового альбому — «Don't Listen To The Radio». «Gross Out» вийшов на диску, але кожен фанат гурту може звантажити  цю пісню з інтернету — безкоштовною пісня стала 18 березня 2006 року (щоб послухати композицію натисніть на посилання). Сам альбом вийшов 1 квітня в Австралії, 3 квітня в Європі (включаючи Британію) та 4 квітня в США. Він триває всього близько 30 хвилин і весь складається з коротких пісень, що безперервно йдуть одна за одною.
У вересні 2006 року гурт знову, після двох-річної перерви, почав давати концерти. Виступаючи на різних фестивалях та шоу, музиканти повертають собі колишню популярність та відновлюються від залишених позаду невдач. 12 липня 2008 року The Vines випустили новий альбом Melodia, який більшість видань називає найкращим з часів Highly Evolved. Крім того гурт почав вести активну концертну діяльність. Цього літа вони влаштували міні-тур по США та відвідали найбільші фестивалі в Японії та Кореї, а в жовтні 2008 року відбувся великий тур по Австралії при підтримці The Silents; також Vines відіграли ще 2 концерти в Японії в листопаді (в Токіо та Осаці).
3 липня 2011 року гурт випустив новий альбом «Future Primitive».

## Склад гурту

### Поточні учасники
- Крейг Ніколс — вокал та гітара (один з засновників гурту — в складі з 2002 року)
- Лаклан Вест — ударні (2012 — дотепер)
- Тім Джон — бас-гітара (2012 — дотепер)

### Колишні учасники
- Девід Оліфф — ударні (один з засновників гурту — в склад входив в 2002 році)
- Патрік Меттьюс — бас-гітара та бек-вокал (один з засновників гурту, в склад входив з 2002 по 2004 рік)
- Хеміш Россер — ударні, бек-вокал (2002—2011)
- Раян Гріффітс — гітара, бек-вокал (2002—2011)
- Бред Хилд — бас-гітара, бек-вокал (2006—2012)

## Дискографія

### Студійні альбоми
(У дужках вказаний лейбл, що випустив альбом)
- «Highly Evolved» (EMI/Capitol Records) — виданий 16 червня 2002 року. Найвищі позиції в чартах: Австралія — #5 (двічі платиновий), Велика Британія — #3, США — #11.
- «Winning Days» (EMI/Capitol Records) — виданий 21 березня 2004 року. Найвищі позиції в чартах: Австралія — #7 (золотий), Велика Британія — #29, США — #23.
- «Vision Valley» (EMI/Capitol Records) — виданий 1 квітня 2006 року. Найвищі позиції в чартах: Австралія — #14, Велика Британія — #71, Канада — #93, США — #136.
- «Melodia» (BMG JAPAN / Ivy League / Cooking Vinyl) — виданий 12 липня 2008 року. Найвищі позиції в чартах: Австралія — #12.
- «Future Primitive» (Sony Music) — виданий 3 червня 2011 року.
- Wicked Nature (2014)[2]
- In Miracle Land (2018)

### Сингли
(в дужках вказано альбом на якому виходив сингл)
- 2001 — «Factory» (Highly Evolved)
- 2002 — «Highly Evolved» (Highly Evolved)
- 2002 — «Get Free» (Highly Evolved)
- 2002 — «Outtathaway!» (Highly Evolved)
- 2003 — «Homesick» (Highly Evolved)
- 2004 — «Ride» (Winning Days)
- 2004 — «Winning Days» (Winning Days)
- 2006 — «Gross Out» — (Vision Valley)
- 2006 — «Don't Listen to the Radio» (Vision Valley)
- 2006 — «Anysound» (Vision Valley)
- 2007 — «Dope Train» (Vision Valley)
- 2008 — «He's a Rocker» (Melodia)
- 2008 — «Get Out» (Melodia)
- 2011 — «Gimme Love»